# Kingscourt
Kingscourt (Iers: Dún an Rí) is een plaats in het Ierse graafschap Cavan met ruim 1200 inwoners.
In Kingscourt ligt een park genaamd Dun-a-Ri Forest Park. Hier vindt men oude ruïnes en een ongeveer 400 jaar oude kastanjeboom. Het park bestaat uit een aangelegd gedeelte en een meer natuurlijk gedeelte, langs een riviertje met watervalletjes.
Vlak bij dit park ligt Cabra Castle, nu een hotel met golfbaan.
Er zijn twee lagere scholen in Kingscourt; de grootste is een rooms-katholieke school, de andere is een Church of Ireland-school (protestants). Al jaren probeert men een middelbare school in Kingscourt te krijgen. Nu rijden er elke schooldag bussen vol middelbare scholieren (zo'n 500) die hen naar scholen in dorpen in de buurt brengen.
De belangrijkste industrieën in en rondom Kingscourt zijn: Kingspan (geïsoleerde dak- en muursystemen), Gypsum (gipsproducten/gipsplaten), Kingscourt Bricks (rode bakstenen), O'Reilly Brothers (zand en cement/cementblokken).
Kingscourt heeft een G.A.A.- (gaelic football-) club genaamd Kingscourt Stars.